# Escuela Técnica Superior de Arquitectura de Barcelona
La Escuela Técnica Superior de Arquitectura de Barcelona (cuyo acrónimo es ETSAB) es una de las dos escuelas, junto con la Escuela Técnica Superior de Arquitectura del Vallés, de arquitectura de la Universidad Politécnica de Cataluña (España). Prepara y expide el título de Arquitecto, así como doctorados y diversos másteres de postgrado. 

## Historia
Esta escuela se creó en 1875 bajo el nombre de Escuela Provincial de Arquitectura de Barcelona, siendo la más antigua de Cataluña y la segunda de España tras la de Madrid. 
El actual edificio de José María Segarra Solsona se puso en funcionamiento en 1961 y está situado en la Avenida Diagonal, 649, dentro de la zona universitaria de Barcelona. Por la parte opuesta a la Diagonal, la facultad se extiende con la ampliación de planta baja y semisótano de José Antonio Coderch de Sentmenat (1985). El edificio de la Biblioteca fue obra der Jaume Sanmartí i Verdaguer (2009).
Actualmente cuenta con más de 3000 alumnos y 300 profesores. Esta escuela de arquitectura tiene muy buena reputación internacional, situada en el número 22 del ranking de mejores universidades de arquitectura, siendo la primera del país, y de las primeras de Europa.

## Los directores de la ETSAB
| Període     | Director                               | Director |
| ----------- | -------------------------------------- | -------- |
| 1875-1889   | Elías Rogent Amat                      |          |
| 1889-1900   | Francisco de Paula del Villar y Lozano |          |
| 1900-1901   | Lluís Domènech Montaner                |          |
| 1901-1905   | Joan Torras Guardiola                  |          |
| 1905-1920   | Lluís Domènech Montaner (*)            |          |
| 1920-1924   | Joaquim Bassegoda Amigó                |          |
| 1924-1932   | Francesc Nebot                         |          |
| 1932-1938   | Alexandre Soler March                  |          |
| 1938-1939   | Josep Torres Clavé                     |          |
| 1939-1940   | Alexander Soler March (*)              |          |
| 1940-1953   | Francesc Nebot (*)                     |          |
| 1953-1960   | Amadeu Llopart                         |          |
| 1960-1968   | Robert Terradas Via                    |          |
| 1968-1969   | Manuel de Solà-Morales de Rosselló     |          |
| 1969-1972   | Leopoldo Gil Nebot                     |          |
| 1972-1973   | Javier Carvajal Ferrer                 |          |
| 1973-1977   | Javier de Cárdenas Chavarri            |          |
| 1977-1980   | Oriol Bohigas Guardiola                |          |
| 1980-1984   | Josep Muntañola                        |          |
| 1984-1991   | Fernando Juan Ramos Galino             |          |
| 1991-1994   | Santiago Roqueta Matias                |          |
| 1994-1997   | Manuel de Solà-Morales Rubió           |          |
| 1997-2001   | Eduard Bru Bistuer                     |          |
| 2001-2008   | Jaume Sanmartí Verdeguer               |          |
| 2008-2013   | Ferran Sagarra Trias                   |          |
| 2013-2017   | Jordi Ros Ballesteros                  |          |
| 2017-Actual | Félix Solaguren-Beascoa de Corral      |          |

(*) Repite en el cargo

## Titulaciones
El objetivo primordial de la ETSAB es formar nuevas generaciones de profesionales del campo de la arquitectura, en todas las disciplinas que la conforman (proyectos, urbanismo, teoría, tecnología, paisajismo y diseño), con la suficiente capacidad para aplicar en la su actividad profesional y los conocimientos y competencias adquiridos durante los estudios, y que esta actividad resulte útil y enriquecedora por a la sociedad.
El Espacio Europeo de Educación Superior (EEES) establece tanto un nivel de formación de grado, de carácter generalista, con un segundo nivel de especialidad o Postgrado que completará la primera etapa de formación, con la oportunidad de cursar estudios de máster universitario y/o de doctorado. 
- GArqEtsab. Grado en Estudios de Arquitectura (Plan 2014)(+Información)[3]
- MArqEtsaB. Máster Universitario en Arquitectura[4]
- MBArch. Máster Universitario en Estudios Avanzados en Arquitectura-Barcelona (+Información)
- MBLandArch. Máster Universitario en Paisajismo (+Información)
- MBDesign. Máster interuniversitario en Diseño (+Información)
- Doctorados (+Información)

## Departamentos y Secciones
- Departamento de Proyectos Arquitectónicos
- Departamento de Urbanismo y Ordenación del Territorio
- Departamento de Representación Arquitectónica
- Departamento de Tecnología de la Arquitectura
- Departamento de Teoría e Historia de la Arquitectura y Técnicas de Comunicación
- Sección ETSAB de Física

### Asociaciones de la ETSAB
- Delegación de estudiantes de Arquitectura de Barcelona - DEd'AB
- Club de deportes - Club d'Esports
- Espai Social de Formació en Arquitectura (Espacio Social de Formación en Arquitectura) - ESFA
- Comisión de fiestas
- Foco - Club de fotografía
- Grupo de teatro La Coquera
- International Association for the Exchange of Students for Technical Experience (Asociación Internacional para el Intercambio de Estudiantes de Experiencia Técnica) - IAESTE

Todas las Asociaciones de la ETSAB se reúnen bajo la TIETA (Trobada Interdisciplinar d'Estudiants de Totes les Associacions, Encuentro Interdisciplinar de Estudiantes de Todas las Asociaciones).

## Antiguos alumnos célebres
- Antoni Gaudí Cornet
- Josep Lluís Sert
- Enric Miralles
- José Antonio Coderch
- Oriol Bohigas  Guardiola
- Josep Puig Cadafalch
- Bjarke Ingels
- Ricardo Bofill
- Manuel de Solà-Morales
- Carme Pinós
- Óscar Tusquets
- Ramón Vilalta
- Josep Llinàs
- Josep Lluís Mateo
- Carles Ferrater
- Jordi Bonet i Armengol 1942-1949
- Isidre Puig Boada
- Maria Rubert de Ventós, Premio Nacional de Urbanismo de España en 2006, en su modalidad de Premio a una Iniciativa Periodística en materia de Urbanismo y Ordenación Territorial.[5]
- Martín Tárrega
- Antón Román Conde
- Enric Batlle
- Beth Galí
- Federico Correa
- Alfons Milà
- Francesc Mitjans